# Бабухін Олександр Іванович
Олекса́ндр Іва́нович Бабу́хін (* 16 (28) березня 1827; за іншими даними 5 (17) серпня 1835, Орел — †23 травня (4 червня) 1891) — російський гістолог і фізіолог. Засновник московської школи гісто-фізіологів і бактеріологів.
Народився в родині поштового чиновника Мценського району Орловської області. У 1859 ро закінчив медичний факультет Московського університету і працював там же, з 1865 професор, завідувач кафедрою фізіології (1865—1869), з 1869 керівник кафедри гістології, ембріології і порівняльної анатомії. У 1888 році організував при цій кафедрі першу в Москві бактеріологічну лабораторію. Бабухін одним з перших описав нейрофібріли в периферічних нервових волокнах (1868 рік), встановив, що осьові циліндри нервових волокон є відростками нервових клітин (1869-1876 роки), показав, що електричні органи риб розвиваються з ембріональних поперечно-смугастих м'язових волокон (1869 рік), з'ясував походження зорових елементів їхної сітчатки. Ввперше довів явище двостороннього проведення збудження по нерву від центра до периферії та навпаки (1877 рік) та інше.